# Kvadrilion
Kvadrilion je pojem, který v desítkové soustavě představuje číslo. Záleží ovšem na zemi, jaké číslo přesně znamená. Desítková soustava uznává dva základní druhy zápisu. V dlouhé soustavě, která se používá v Česku, představuje číslo 1024 (jednička a za ní 24 nul). V krátké soustavě se jedná o 1015 (anglicky quadrillion, česky biliarda).
Slovo „kvadrilion“ je tvořeno latinskou předponou „kvadri“ („čtyř“), která vyjadřuje čtyřnásobný počet nul než u milionu. 
Řecké písmeno pro kvadrilion je iota(Ι).[zdroj?] Násobná předpona 1024 je yotta (Y).